# Raymond Emil Goedert
Raymond Emil Goedert (* 15. Oktober 1927 in Oak Park; † 9. Dezember 2023 in Chicago) war ein US-amerikanischer römisch-katholischer Geistlicher und Weihbischof in Chicago.

## Leben
Raymond Goedert studierte nach seiner theologischen Ausbildung in Chicago an der Päpstliche Universität Gregoriana in Rom, wo er ein Lizenziat in Kirchenrecht erwarb. Bei seiner Rückkehr vom Studium in Rom in die Vereinigten Staaten an Bord der SS Andria Doria im Juli 1956 kollidierte das Schiff mit einem anderen Passagierschiff, der Stockholm, und sank 200 Meilen vor New York. Goedert gehörte zu den mehr als 1600 geretteten Passagieren. Er studierte an der University of Saint Mary of the Lake in Mundelein, Illinois, wo er ein Lizenziat in Theologie erwarb. Der Erzbischof von Chicago, Samuel Alphonsius Kardinal Stritch, spendete ihm am 1. Mai 1952 die Priesterweihe. Nach seelsorgerischer Tätigkeit war er Notar, Vizeoffizial, Richter am Kirchengericht, Konsultor und Direktor im Ordinariat der Erzdiözese und Pfarrer der Pfarrei St. Barnabas in Chicago. Goedert war von 1995 bis 2003 und noch einmal kurz von August 2004 bis November 2004 Generalvikar der Erzdiözese. Er war Präsident der Canon Law Society of America und erhielt 1975 den Role of Law Award der Canon Law Society of America. Goedert war unter anderem Präsident des Presbyteral Senate of Chicago und Vorsitzender der Association of Chicago Priests.
Papst Johannes Paul II. ernannte ihn am 8. Juli 1991 zum Weihbischof in Chicago und Titularbischof von Tamazeni. Der Erzbischof von Chicago Joseph Louis Kardinal Bernardin spendete ihm am 29. August desselben Jahres die Bischofsweihe; Mitkonsekratoren waren die Weihbischöfe Alfred Leo Abramowicz und John Robert Gorman aus Chicago.
Am 24. Januar 2003 nahm Papst Johannes Paul II. seinen altersbedingten Rücktritt an. Goedert starb im Dezember 2023 im Alter von 96 Jahren.